# Paroxyophthalmus nigericus
Paroxyophthalmus nigericus es una especie de mantis de la familia Tarachodidae.

## Distribución geográfica
Se encuentra en Burkina Faso, Nigeria y Níger.